# Séoune
Die Séoune ist ein Fluss in Frankreich, der in den Regionen Okzitanien und Nouvelle-Aquitaine verläuft. Sie entspringt in der Landschaft des Quercy-Blanc, im Gemeindegebiet von Sauzet, entwässert generell Richtung Südwest, unterquert bei Castelculier den Schifffahrtskanal Canal latéral à la Garonne und mündet nach insgesamt rund 65 Kilometern an der Grenze zwischen den Gemeinden Boé und Lafox, acht Kilometer südwestlich von Agen, als rechter Nebenfluss in die Garonne.
Auf ihrem Weg durchquert die Séoune die Départements Lot, Tarn-et-Garonne und Lot-et-Garonne.

## Orte am Fluss
- Belmontet
- Belvèze
- Fauroux
- Brassac
- Tayrac
- Puymirol
- Saint-Pierre-de-Clairac
- Castelculier